# Sooretamys angouya
Sooretamys angouya, popularmente denominado de rato-do-mato, é uma espécie de roedor da família Cricetidae. É a única espécie descrita para o gênero Sooretamys. Pode ser encontrada na Argentina, Brasil e Paraguai.